# Anthony David
Anthony David é professor de Neuropsiquiatria Cognitiva no Instituto de Psiquiatria que faz parte do King's College de Londres.
O Professor David estudou medicina na Universidade de Glasgow, posteriormente se formou em neurologia e, em seguida, psiquiatria. Ele tem sido um consultor honorário no Maudsley Hospital, em Londres, desde 1990, e foi premiado com a presidência do Instituto de Psiquiatria do King's College de Londres, em 1996.
Tem uma vasta gama de interesses profissionis e de pesquisa e tem publicado sobre esquizofrenia, neuropsiquiatria, síndromes medicamente inexplicáveis e neuroimagem - tanto estrutural quanto funcional - e se especializou em pesquisa de insight (conscientização da doença) na esquizofrenia e outras enfermidades.
O Professor David é um "fellow" do Royal College of Physicians, do Royal College de Psiquiatras e da Academia de Ciências Médicas. Ele é membro da Sociedade de Psicologia Experimental e membro fundador da Sociedade Neuropsicológica e da Associação Britânica de Neuropsiquiatria. É atualmente presidente desta última.